# 熱量計

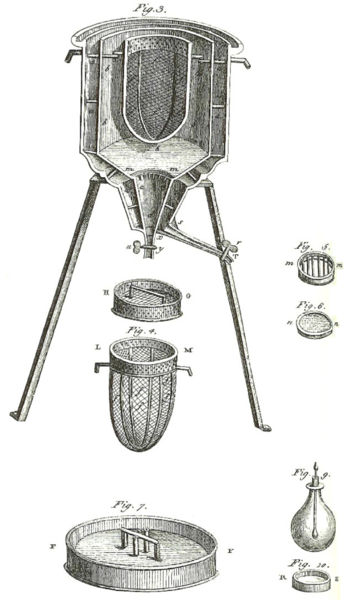
世界初の氷熱量計。1782年から83年にかけての冬、ラヴォアジェとラプラスはこの装置を用い、ブラックが発見した潜熱にならって数々の化学変化にともなう熱を決定した。この研究が熱化学の基礎となった。

熱量計（ねつりょうけい）、カロリーメーター（仏: calorimètre、英: calorimeter、独: Kalorimeter）とは、熱量測定、すなわち化学反応・物理変化にともなって出入りする熱量や熱容量の測定に用いられる器具である。一般に普及している方式には示差走査熱量計（DSC）、等温微少熱量計（IMC）、等温滴定型熱量計（ITC）、加速速度熱量計（ARC、暴走反応熱量計とも）などがある。金属容器に水を満たし、燃焼室の上に吊り下げて温度計を取り付けるだけでも簡単な熱量計となる。
物質AとBの間の反応においてA単位量当たりのエンタルピー変化を決定するには、まずそれらを熱量計にセットして反応前後の温度を記録する。温度の変化量に物質の質量および比熱をかけると反応で吸収されたエネルギー量となり、さらにそれをAの物質量で割れば反応のエンタルピー変化が得られる。この方法は主に大学教育において熱量測定の実習として用いられている。ただしここでは容器の壁を通した熱の損失と、温度計や容器そのものの熱容量は無視している。

## 歴史
「カロリーメーター」はラヴォアジェの命名による。

私がつけたカロリーメーターという名は半分がギリシャ語由来、残る半分がラテン語由来だということで批判されてもやむを得まい。しかし、科学に関する限り、少しばかり語源学的な正統から外れたとしても、概念の弁別性という観点から必要であれば許されよう。用途の異なる既存の装置と似すぎない名前を純粋にギリシャ語だけから作ることが私にはできなかったのだ。

1780年に彼は熱量計を使ってモルモットの体から出る熱を測定した。モルモットの呼吸によって発生する熱は熱量計のまわりの雪を溶かすのに十分で、呼吸によるガス交換はろうそくの火と同様に一種の燃焼であることを示した。

## 断熱熱量計
断熱熱量計は暴走反応を分析するのに用いられる。断熱環境で測定が行われるため、試験物質から発生した熱はすべて試料温度を上昇させるのに用いられ、反応は促進される。
完全に断熱的な熱量計は存在しない。試料から発生した熱の一部は試料ホルダーに奪われる。この熱損失の効果を熱量測定に取り入れるため、熱補正係数φと呼ばれる補正因子が用いられる。φは試料単独の熱容量に対する試料ホルダーを含めた熱容量の比であり、理想的な場合φ=1となる。

## 反応熱量計
反応熱量計とは閉鎖された断熱容器の中で化学反応を起こさせる方式の熱量計である。時間に対して熱流量を積分することで反応熱の測定と総熱量の算出を行う。産業用のプロセスは一定温度で設計されるため、等温で測定を行うこの方式が産業界で標準となっている。反応熱量計はまた、化学プロセス設計において最大熱発生率を決定するためや、大域的な反応の速度論的解析のためにも用いられる。
反応熱量計で熱を測定する方式は主に4種類ある。

### 熱流式
熱流熱量計（heat flow calorimeter）では、プロセス容器に熱伝導流体が流れる冷却（加熱）用ジャケットを取り付け、ジャケット温度を一定に保ちつつプロセス温度との差から熱流を測定する。それに加え、正しい結果を得るには比熱、熱伝達面積、熱伝達係数を決定しなければならない。この方式の熱量計では還流中の反応も扱うことができるが、精度は落ちる。

### 熱収支式
熱収支熱量計（heat balance calorimeter）では、冷却（加熱）用ジャケットによってプロセス温度を一定に保ちつつ、熱伝導流体がジャケットを通る前後の温度差から熱流を測定する。

### 入力補償方式
入力補償方式では、一定温度環境に置かれた反応容器の中にヒーターを設置し、ヒーターからの熱によって容器温度を一定に保つ。必要なヒーター出力は反応熱の生成によって変わるので、この出力が単純に熱量信号となる。

### 定熱流束方式
定熱流束方式（constant flux、COFLUX）熱量計は熱収支方式から派生したもので、容器壁を通した熱流（熱流束）を一定に保つために特殊な制御機構を用いる。

## ボンベ熱量計

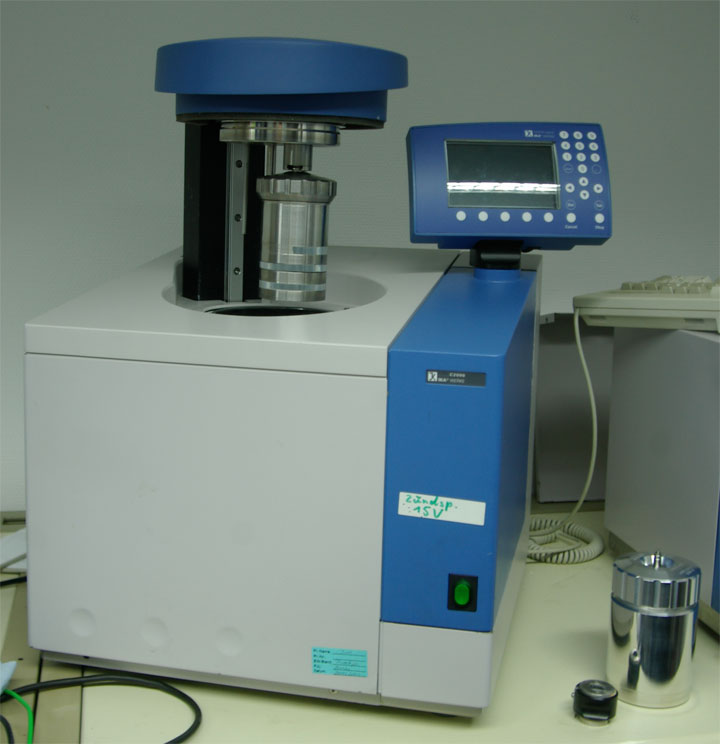
ボンベ熱量計

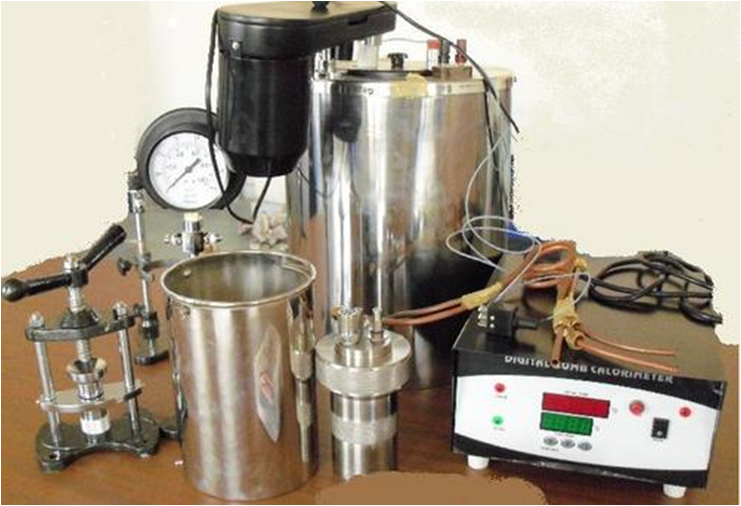
ボンベ熱量計

ボンベ熱量計（bomb calorimeter、ボンブ熱量計とも）は定積熱量計の一種で、反応の燃焼熱を測定するために用いられる。ここでボンベとは燃焼中の内圧に耐える堅固な金属容器を指す。試料の燃焼で発生した熱は試料室をおさめた水槽の水に吸収される。燃焼によって膨張した空気が管を通して熱量計外部に逃がされる場合もあるが、その際も管を取り巻く水へと熱が受け渡される。水の温度変化から試料の熱量を測定することができる。
近年のモデルでは、鋼鉄製のボンベを純粋酸素で加圧（〜30気圧）し、計量された試料（1〜1.5 g）とわずかな所定量の水を入れる。この水が内部雰囲気を飽和するため、反応によって生成する水が気体となることはなく、蒸発エンタルピーを計算に入れなくて済む。ボンベはおよそ2000 mlの水の中に入れられる。ボンベは閉鎖系であり、反応中に気体が逃げることはない。またボンベが鋼鉄製であれば反応による体積変化は無視できる。点火用電極に電流を通じて反応物を燃焼させると、解放されたエネルギーは熱としてボンベ本体と内容物および水の温度を上げる。水の精密な温度変化、およびボンベの熱容量を表すボンベ係数から発生エネルギーを計算することができる。そのほか電気的なエネルギー入力、点火ワイヤの燃焼熱、酸の生成（残留液体の滴定によって測られる）に関する補正が行われる。測定終了後、ボンベの内圧は解放される。
熱量計と外部との間に熱のやり取りはなく（Q=0）、仕事も行われない（W=0）。よって全内部エネルギーの変化ΔUtotalは0である。
{\displaystyle \Delta U_{\text{total}}=Q+W=0}
ΔUtotalはボンベ内部系（ΔU）およびボンベ・水などの装置系（ΔU′）に分けられる。
{\displaystyle {\begin{aligned}\Delta U_{\text{total}}&=\Delta U+\Delta U^{\prime }=0\\\Delta U&=-\Delta U^{\prime }=-C_{V}\Delta T\\\end{aligned}}}
ここでCVは装置系の定積熱容量、ΔTは装置系の温度変化を意味する。実地ではあらかじめ燃焼熱が既知の物質を用いてCVの校正を行っておく必要がある。代表的な校正用物質は安息香酸（燃焼熱6318 cal·g−1）およびp-メチル安息香酸（燃焼熱6957 cal·g−1）である。このほか、燃焼熱には導火線に関する小さい補正項が加わる。よく用いられるニッケル導火線は燃焼熱981.3 cal·g−1を持つ。校正用物質および導火線から発生した熱がQc、それにともなう装置系の温度変化がΔTならばCVは
{\displaystyle C_{V}={\frac {Q_{\text{c}}}{\Delta T}}}
と求められる。

### 不燃性物質の燃焼
ボンベ系では圧力と酸素濃度が高いため、通常引火性を持たない物質でも燃焼させることができる。これによって燃焼熱の測定が可能になるが、一部の物質は不完全燃焼となるので残留質量を考慮に入れる必要がある。このため解析は困難となり、誤差が増加しデータが損なわれる。
それほど燃焼性がよくない物質を扱う場合、燃焼熱が既知の可燃物と混合してペレットにする方法がある。ボンベの熱容量CVはわかっているものとして、測定対象の燃焼熱HLF、可燃物の燃焼熱HF、点火ワイヤの燃焼熱HW、それぞれの質量をmLF、mF、mW、温度変化ΔTを用いて以下が成り立つ。
{\displaystyle m_{\text{LF}}H_{\text{LF}}=C_{V}\Delta T-m_{\text{F}}H_{\text{F}}-m_{\text{W}}H_{\text{W}}}

## カルベ式熱量計
この方式では3次元熱流束センサを用いて熱流の検出を行う。熱流束センサ素子は直列に接続して環状にしたいくつかの熱電対（サーモパイル）からなる。熱伝導率の高いサーモパイルで試料室をぎっしり覆い、ヒートシンクの役目を果たす大きな熱量計ブロックの中に設置する。サーモパイルが環状であるため、ほぼすべての方向への熱流をカバーすることができる。実際、効率比の計算によれば、測定温度範囲すべてにわたって平均94±1%までの熱流がセンサに捕捉されている。この種の熱量計の感度はるつぼやパージガスの種類、もしくは流速に依存しない。そのため熱量測定の精度を損なうことなく容器と試料をスケールアップできる点が最大の特長である。
熱量検出器の校正は装置性能の要であり、実行には注意が必要である。カルベ式熱量計にはジュール熱校正もしくは電気的校正と呼ばれる特殊な校正法があり、標準物質を用いた校正法の欠点が克服されている。この校正法の主な利点は以下のとおりである。
- 絶対校正である
- 標準物質が必要ない。加熱モードでも冷却モードでも一定温度で校正を行うことができる
- どんな容器容量に対しても実行できる
- 非常に精確である

カルベ式熱量計の例としてC80熱量計（反応・等温・走査熱量計）がある。

## 定圧熱量計
定圧熱量計とは一定大気圧のもとで溶液中の反応にともなうエンタルピー変化を測定するための装置。
コーヒーカップ熱量計と呼ばれるものがその一例である。大小2つの発泡スチロール製カップを入れ子にしてふたをかぶせ、ふたに開けた2つの穴から温度計と撹拌棒を差し込む。内側のカップに量の分かっている溶質（水など）を入れ、反応によって生じた熱を溶質に吸収させる。外側のカップは反応が起きる間熱を遮断する。このとき
{\displaystyle C_{p}={\frac {W\Delta H}{M\Delta T}}}
ただし
{\displaystyle C_{p}} 	= 定圧比熱
{\displaystyle \Delta H} 	= 溶液のエンタルピー変化
{\displaystyle \Delta T} 	= 温度変化
{\displaystyle W} 	= 溶質の質量
{\displaystyle M} 	= 溶質の分子量
である。
このように単純な熱量計では反応過程で圧力（大気圧）が一定に保たれるため定圧熱量計とみなされる。定圧熱量計は溶液中で起きるエンタルピー変化（定圧条件下では熱と等しい）を決定するために用いられる。

## 示差走査熱量計
示差走査熱量計（differential scanning calorimeter、DSC）では、試料は通常小型のアルミ製容器（パンと呼ばれる）に封入され、試料パンと試料が入っていないリファレンスパンそれぞれに流れ込む熱を比較することで試料が得た熱流を測定する。
示差走査熱量計は多くの分野で常套的に用いられる分析法で、その代表は高分子特性解析である。

### 熱流束型示差走査熱量計
熱流束型DSCでは、2つのパンを所定の熱抵抗Kを持つ厚板の上に置き、装置温度を時間に対して直線的に上昇させる（走査する）。すなわち、一定の昇温速度β= dT/dtで加熱する。良い直線性を得るには装置設計と温度制御の質が重要である。当然のことながら、同じ装置で冷却測定および等温測定を行うこともできる。
熱は伝導によって2つのパンに流れ込むが、試料パンに流れこむ熱流の方が試料の熱容量CPの分だけ大きい。熱流dq/dtに差があることから厚板の中に温度差ΔTが生まれ、示差熱電対によってこの温度差を測定する。原理的にはこの温度差信号から熱容量を決定することができる。
{\displaystyle \Delta T=K{dq \over dt}=KC_{p}\beta }
上式（ニュートンの冷却の法則と等価）は電流に関するオームの法則ΔV = RdQ/dt = RIと同質のものだが、それよりも歴史が古いことを付記しておく。
試料が融解などによって突然に熱を吸収したとすると、応答信号にはピークが観察される。ピークの関数形をf(t,T)として
{\displaystyle {dq \over dt}=C_{p}\beta +f(t,T)}
ピークの積分から融解エンタルピーを、またピーク開始温度から融点を求めることができる。

### 温度変調示差走査熱量計
温度変調示差走査熱量計（modulated temperature differential scanning calorimeter、MTDSC）は直線的な温度上昇に小振幅の温度振動を乗せて測定するタイプのDSCである。
この方式には多くの利点がある。まず、準等温条件においても振動による微小な温度変化を利用して熱容量を直接測定することができる。周期温度変化に対して敏感な熱現象（熱容量の変化やガラス転移など）と鈍感な熱現象（結晶化や化学反応など）を同時に測定することも可能になる。また、通常のDSCでは温度分解能と熱の測定感度はトレードオフの関係にあるが、MTDSCでは昇温速度を下げることで温度分解能を、温度変調の振動数を上げることで測定感度を同時に向上させることができる。

### 安全性スクリーニング
DSCはまた、安全性スクリーニングの手段ともなる。このモードでは、耐圧性（～100 bar）で非反応性（多くは金もしくは金メッキ鋼製）のるつぼに試料を収め、試料の自己発熱が始まった温度から安定性を評価する。ただし、比較的感度が低いこと、重量のあるるつぼを使うために走査速度が下がること（2～3 ℃/min程度）、活性化エネルギーが不明であることを勘案して、最高許容温度を見積もる際には発熱開始温度から75–100 ℃を差し引かなければならない。これに対し、断熱熱量計を用いればはるかに正確なデータが得られるが、大気温度から毎時6 ℃の速度で昇温させるのに数日かかってしまう。

## 等温滴定熱量計
等温滴定熱量計では反応熱を通じて滴定実験を解析し、そこから反応の結合比N、エンタルピーΔH、エントロピーΔS、そしてもっとも重要な結合親和性Kaを決定する。
この技法は基質の酵素に対する結合を決定するのに適しているため特に生化学の分野で重要性を増しており、製薬産業において新薬の性質を調べるために広く用いられている。